# Mieczysław Stoor
Mieczysław Stoor (ur. 5 września 1929 w Bojanowie, zm. 5 października 1973 w Kraśniku) – polski aktor teatralny, filmowy i telewizyjny.

## Życiorys

### Wczesne lata
Mieczysław Stoor urodził się 5 września 1929 roku w Bojanowie koło Rawicza jako syn Stanisławy i Piotra, robotnika kolejowego. Dzieciństwo spędził w rodzinnej miejscowości, gdzie uczęszczał do szkoły, a gdy wybuchła wojna, zaczął pracę w warsztacie ślusarskim. Mając jednak w planach kontynuować naukę zapisał się do gimnazjum. W 1949 roku w Górze Śląskiej zdał maturę i rozpoczął studia w Państwowej Wyższej Szkole Teatralnej w Łodzi, wybierając wydział aktorski.
Jeszcze jako student, na początku lat 50. występował na deskach Teatru im. Wojciecha Bogusławskiego w Kaliszu. Tam również miał miejsce debiut teatralny artysty – wcielił się w rolę Stańczykową w Oknie w lesie 18 sierpnia 1950 roku. Dyplom uzyskał w 1953 roku i zaczął grać w rzeszowskim teatrze. Rok później przeniósł się jednak do Warszawy, licząc na doskonalenie umiejętności i przyspieszenie rozwoju kariery.

### Kariera teatralna i filmowa
W latach 1952–1953 był aktorem Teatru Powszechnego w Łodzi, a w sezonie 1953/1954 Teatru Ziemi Rzeszowskiej w Rzeszowie. W latach 1954–1973 występował na scenach warszawskich: Teatru Ludowego (1954–1955), Teatru Domu Wojska Polskiego (1955–1957), Teatru Dramatycznego (1957–1970) oraz Teatru Polskiego (1970–1973).
Był jednym ze współzałożycieli i aktorem Kabaretu Koń, w którym zastąpił Mieczysława Czechowicza.
Występował również w Teatrze Telewizji, m.in. w spektaklach: Grona gniewu Johna Steinbecka w reż. Jerzego Gruzy (1957), Dramatu akt pierwszy Stefana Żeromskiego w reż. Henryka Szletyńskiego (1962), Hrabia Cagliostro Aleksieja Tołstoja w reż. Ludwika René (1963), Pożegnanie z Marią Tadeusza Borowskiego w reż. Jerzego Antczaka (1966), Pochwalone niech będą ptaki Konstantego Ildefonsa Gałczyńskiego w reż. Adama Hanuszkiewicza (1967), Podług dawnego zwyczaju Leona Schillera w reż. Olgi Lipińskiej (1969) i Grupa Laokoona Tadeusza Różewicza w reż. Olgi Lipińskiej (1971) oraz w przedstawieniu Wakacje kata Jerzego Gierałtowskiego w reż. Zygmunta Hübnera, którego premiera odbyła się dopiero w 1991.
W 1950 roku wystąpił w agitacyjnym filmie krótkometrażowym Akademicy czerwonej Łodzi, w którym wcielił się w rolę Zygmunta Kowalczyka, studenta awansującego w hierarchii organizacji zrzeszającej młodzież socjalistyczną. W tym samym roku zagrał w etiudzie filmowej pt. Z.S.N. w roli mającego problemy ze zdaniem egzaminu studenta, któremu wsparcia udziela Związek Samopomocy Naukowej.
Na dużym ekranie zadebiutował jako Marek Kozioł w Piątce z ulicy Barskiej w 1953 roku. Zyskał sobie sympatię widzów grając licznie charakterystyczne role epizodyczne. Wystąpił w wielu filmach u czołowych polskich reżyserów, jak chociażby: Pierwszy dzień wolności (1964), Chudy i inni (1966), Brzezina (1970) czy Bolesław Śmiały (1971), a także w popularnych serialach: Czterej pancerni i pies, Stawka większa niż życie oraz Kolumbowie.
W swojej karierze zagrał ponad 60 ról filmowych i telewizyjnych.

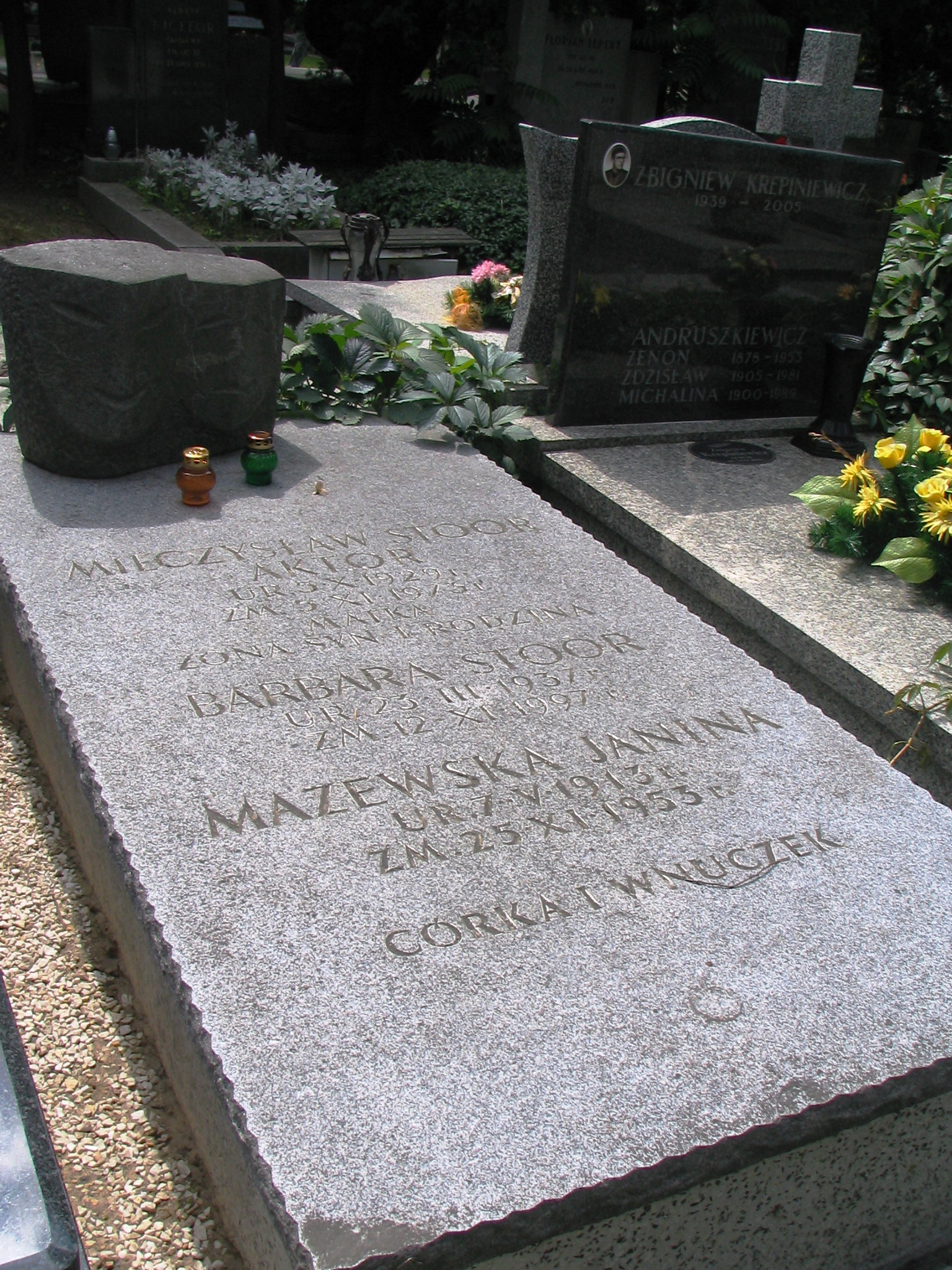
Grób Mieczysław Stoora na Cmentarzu Wojskowym na Powązkach w Warszawie,
22 lipca 2008

### Śmierć
Mieczysław Stoor zmarł w wieku 44 lat, 5 października 1973 roku na planie filmowym, podczas prac nad filmem Gniazdo w reżyserii Jana Rybkowskiego. Aktor odszedł we śnie, a przyczyną jego śmierci było zaczadzenie. Wokół zdarzenia zaczęło jednak krążyć wiele legend i plotek: twierdzono, że udusił się spalinami z niewyłączonego silnika samochodowego, czy też, że zasnął z papierosem, od którego zajęła się kołdra.
Został pochowany na Cmentarzu Wojskowym na Powązkach w Warszawie (kwatera 2A-11-6). Na nagrobku wyryto jednak błędną datę urodzin i śmierci – zamiast 5 września widnieje 5 października, zamiast 5 października jest 5 listopada.

## Życie prywatne
Miał żonę Barbarę. Mają syna Kamila, który był muzykiem grup Kryzys i Deuter.

## Filmografia
| Filmy fabularne |                                     |                                               |                                                                  |
| Rok             | Tytuł                               | Rola                                          | Uwagi                                                            |
| 1950            | Akademicy czerwonej Łodzi           | Zygmunt Kowalczyk – student i działacz ZAMP-u | film krótkometrażowy                                             |
| 1950            | Z.S.N.                              | student                                       | etiuda szkolna                                                   |
| 1953            | Piątka z ulicy Barskiej             | Marek Kozioł                                  |                                                                  |
| 1954            | Opowieść atlantycka                 | Gerhard Schmidt                               |                                                                  |
| 1956            | Ziemia                              | sekretarz partii                              |                                                                  |
| 1956            | Pożegnanie z diabłem                | Jaś Rubach                                    |                                                                  |
| 1956            | Nikodem Dyzma                       | akordeonista w restauracji                    | nie występuje w napisach                                         |
| 1956            | Skalna ziemia                       | lektor                                        | film dokumentalny                                                |
| 1957            | Król Maciuś I                       | dziennikarz „Dziennika Prawdziwego”           |                                                                  |
| 1959            | Zobaczymy się w niedzielę           | Waldek – przywódca bandy                      |                                                                  |
| 1960            | Przygoda w terenie                  | saper                                         | film krótkometrażowy                                             |
| 1960            | Krzyżacy                            | Hlawa – sługa Zbyszka                         |                                                                  |
| 1960            | Historia współczesna                | Władysław Wiśniewski                          |                                                                  |
| 1961            | Świadectwo urodzenia                | niemiecki motocyklista                        | nowela 1 – „Na drodze”                                           |
| 1962            | Wielka, większa i największa        | Bob – radiotelegrafista samolotu „Tajfun 125” |                                                                  |
| 1963            | Ranny w lesie                       | „Gołąb” – partyzant spotkany w lesie          |                                                                  |
| 1963            | Mój drugi ożenek                    | szef bandy                                    |                                                                  |
| 1964            | Pierwszy dzień wolności             | Paweł                                         |                                                                  |
| 1964            | Giuseppe w Warszawie                | szeregowy Vogel                               | nie występuje w napisach                                         |
| 1965            | Zawsze w niedziele                  | Brok – współpracownik prezesa                 | nowela trzecia (nowela kolarska)                                 |
| 1965            | Sam pośród miasta                   | „Szczerbiec” – pijaczek w lokalu              |                                                                  |
| 1965            | Miejsce dla jednego                 | porucznik MO                                  |                                                                  |
| 1966            | Noc generałów                       | sprawozdawca kroniki niemieckiej              | nie występuje w napisach                                         |
| 1966            | Don Gabriel                         | pułkownik Wołodia                             |                                                                  |
| 1966            | Chudy i inni                        | „Byk”                                         |                                                                  |
| 1967            | Zwariowana noc                      | kapitan Vogel                                 |                                                                  |
| 1967            | Westerplatte                        | plutonowy Adolf Petzelt                       |                                                                  |
| 1967            | Stajnia na Salvatorze               | major „Stary” – dowódca Michała               |                                                                  |
| 1968            | Wniebowstąpienie                    | SS-man reperujący motocykl                    |                                                                  |
| 1968            | Wilcze echa                         | Moroń – szef bandy                            |                                                                  |
| 1968            | Hasło Korn                          | Felczer                                       |                                                                  |
| 1968            | Człowiek z M-3                      | lokator bloku Piechockiego                    | nie występuje w napisach                                         |
| 1969            | Nowy                                | werbownik w urzędzie zatrudnienia             |                                                                  |
| 1969            | Jarzębina czerwona                  | porucznik Drobicz                             |                                                                  |
| 1969            | Jak rozpętałem drugą wojnę światową | gestapowiec – adiutant generała               | część 1 pt. „Ucieczka”, nie występuje w napisach                 |
| 1970            | Południk zero                       | Michalski                                     |                                                                  |
| 1970            | Krajobraz po bitwie                 | chorąży                                       |                                                                  |
| 1970            | Brzezina                            | brat właścicielki fortepianu                  |                                                                  |
| 1971            | Milion za Laurę                     | dowódca czeskiej placówki granicznej          |                                                                  |
| 1971            | Bolesław Śmiały                     | rycerz – zdradzony mąż zbiegły z Kijowa       |                                                                  |
| 1971            | Pięć i pół bladego Józka            | grabarz Zenobiusz                             |                                                                  |
| 1972            | Wesele                              | Wojtek                                        |                                                                  |
| 1972            | Kwiat paproci                       | milicjant Staszek Woźniak – gość zjazdu       |                                                                  |
| 1974            | Gniazdo                             |                                               | pracę nad rolą przerwała śmierć aktora, nie występuje w napisach |

| Seriale i telewizja |                                               |                                                                    | |
| Rok                 | Tytuł                                         | Rola                                                               | Uwagi |
| 1958                | Szatan z VII klasy                            |                                                                    | spektakl telewizyjny                                                                                                  |
| 1958                | Rajmunda                                      | Rudy                                                               | spektakl telewizyjny                                                                                                  |
| 1959                | Z minionych lat. Wieczór satyry rewolucyjnej  |                                                                    | widowisko telewizyjne                                                                                                 |
| 1959                | Pani Bovary                                   |                                                                    | spektakl telewizyjny                                                                                                  |
| 1960                | Troja, miasto otwarte                         |                                                                    | spektakl telewizyjny                                                                                                  |
| 1960                | Mieć i nie mieć                               |                                                                    | spektakl telewizyjny                                                                                                  |
| 1961                | Zapis                                         |                                                                    | spektakl telewizyjny                                                                                                  |
| 1961                | Pan Pickwick w tarapatach                     |                                                                    | spektakl telewizyjny                                                                                                  |
| 1961                | Hotel Astoria                                 |                                                                    | spektakl telewizyjny                                                                                                  |
| 1962                | Pozwólcie mi zmartwychwstać                   |                                                                    | spektakl telewizyjny                                                                                                  |
| 1962                | Pierwsze kroki                                |                                                                    | spektakl telewizyjny                                                                                                  |
| 1962                | Dramatu akt pierwszy                          | Lokaj                                                              | spektakl telewizyjny                                                                                                  |
| 1963                | Stawka na martwego dżokeja                    | Richardson                                                         | spektakl telewizyjny                                                                                                  |
| 1963                | Hrabia Cagliostro                             |                                                                    | spektakl telewizyjny                                                                                                  |
| 1963                | Cała prawda                                   | Sierżant                                                           | spektakl telewizyjny                                                                                                  |
| 1964                | Tonio Kruger                                  |                                                                    | spektakl telewizyjny                                                                                                  |
| 1965                | Szósty lipca                                  | Blumkin                                                            | spektakl telewizyjny                                                                                                  |
| 1965                | Stawka większa niż życie                      | Sturmbahnführer Greit                                              | spektakl telewizyjny, odcinki: 1 pt. „Wróg jest wszędzie”, 5 pt. „Kryptonim Edyta”                                    |
| 1965                | Podziemny front                               | Klaus – oficer gestapo                                             | serial telewizyjny, w odcinku 5 nie występuje w napisach                                                              |
| 1965                | Biurozaury                                    |                                                                    | spektakl telewizyjny                                                                                                  |
| 1966                | Pożegnanie z Marią                            | Niemiec                                                            | spektakl telewizyjny                                                                                                  |
| 1967                | Wenus z Ille                                  | pomocnik w zajeździe                                               | film telewizyjny |
| 1967                | Stawka większa niż życie                      | sturmführer Hans Stedtke                                           | serial telewizyjny, odcinki: 1 pt. „Wiem kim jesteś”, 10 pt. „W imieniu Rzeczypospolitej”                             |
| 1967                | Pochwalone niech będą ptaki                   |                                                                    | spektakl telewizyjny                                                                                                  |
| 1967                | Pajęczyna                                     | Człowiek z bródką / Maliniak                                       | spektakl telewizyjny                                                                                                  |
| 1967                | Generał Adamow                                |                                                                    | spektakl telewizyjny                                                                                                  |
| 1968                | Ranny las                                     | Aprilus                                                            | spektakl telewizyjny                                                                                                  |
| 1968                | Mistrz tańca                                  | Urzędnik policji                                                   | film telewizyjny, z cyklu „Opowieści niezwykłe”                                                                       |
| 1968                | Grający pomnik                                | Kapitan                                                            | spektakl telewizyjny                                                                                                  |
| 1969                | W każdą pogodę                                | Jaskóła                                                            | film telewizyjny |
| 1969                | Podług dawnego zwyczaju                       |                                                                    | widowisko telewizyjne                                                                                                 |
| 1969                | Noc w Klostertal                              | Adam Leipitzki                                                     | spektakl telewizyjny                                                                                                  |
| 1969                | Niebezpieczne ścieżki                         | Kulas                                                              | spektakl telewizyjny                                                                                                  |
| 1969                | Najlepszy kolega                              | dziennikarz                                                        | film telewizyjny |
| 1969                | Czterej pancerni i pies                       | wachmistrz Kalita                                                  | serial telewizyjny, odcinki: 10 pt. „Kwadrans po nieparzystej”, 11 pt. „Wojenny siew”, 12 pt. „Fort Olgierd”          |
| 1970                | Wakacje kata                                  | Zyndram                                                            | spektakl telewizyjny                                                                                                  |
| 1970                | Kolumbowie                                    | żołnierz niemiecki gwałcący „Niteczkę”                             | serial telewizyjny, odcinek: 5 pt. „Śmierć po raz drugi”                                                              |
| 1970                | Doktor Ewa                                    | Szymczak                                                           | serial telewizyjny, odcinki: 5 pt. „Przeoczenie”, 6 pt. „Dwie prawdy”, 9 pt. „Pożegnania”                             |
| 1971                | Wiktoryna, czyli czy pan pochodzi z Beauvais? | Herman – niemiecki uczestnik obiadu opowiadający historię Prospera | film telewizyjny |
| 1971                | Grupa Laokoona                                | Celnik I                                                           | spektakl telewizyjny                                                                                                  |
| 1972                | Umarłem, aby żyć                              |                                                                    | spektakl telewizyjny, odcinek: 3 pt. „Trzecie urodziny”                                                               |
| 1972                | Skarb trzech łotrów                           | Porucznik Edward Radoń                                             | film telewizyjny |
| 1972                | Odlot                                         | Kolega II                                                          | spektakl telewizyjny                                                                                                  |
| 1972                | Martin Eden                                   | Joe                                                                | spektakl telewizyjny                                                                                                  |
| 1972                | Łuk tęczy                                     | Henryk                                                             | serial telewizyjny |
| 1972                | Die Bilder des Zeugen Schattmann              | Fiodor Karpin                                                      | serial telewizyjny |
| 1972                | Czerwone i brunatne                           | Goering                                                            | spektakl telewizyjny                                                                                                  |
| 1973                | Mądremu biada                                 | Skałozub                                                           | spektakl telewizyjny                                                                                                  |
| 1973                | Czarne chmury                                 | wachmistrz Sitarz                                                  | serial telewizyjny, odcinki: 1 pt. „Szafot”, 2 pt. „Krwawe swaty”, 3 pt. „Zawiść”, 4 pt. „Przeprawa”, 10 pt. „Pościg” |

| Dubbing |                            |                 |                          |
| Rok     | Tytuł                      | Rola            | Uwagi                    |
| 1960    | Przygody Hucka             | ojciec Hucka    |                          |
| 1962    | Wyrok w Norymberdze        |                 |                          |
| 1964    | Przygody Misia Yogi        |                 | pierwsza wersja dubbingu |
| 1965    | Napad stulecia             | Archibald Arrow |                          |
| 1965    | Żona Lota                  | Richard Lot     |                          |
| 1967    | Niewidzialny batalion      | gefreiter       |                          |
| 1968    | Gwiazda Południa           | Andre           |                          |
| 1968    | Winnetou w Dolinie Śmierci |                 |                          |
| 1969    | W królestwie króla gór     | Vitranc         |                          |